# Teoria di campo medio
In fisica e teoria della probabilità, la teoria di campo medio (nota anche con l'acronimo inglese MFT o anche come teoria del campo molecolare) studia il comportamento di modelli di sistemi fisici aventi tanti gradi di libertà (dimensioni) di tipo stocastico (casuale), che vengono semplificati considerando solo la media dei gradi di libertà, quindi gli effetti complessivi di tutti gli elementi del sistema su un singolo elemento sono approssimati a un singolo effetto medio, riducendo così un problema a molti corpi a un problema a un corpo. Tale effetto medio o efficace, a volte è chiamato campo molecolare, da cui il nome alternativo di teoria del campo molecolare
La teoria di campo medio si applica anche a una vasta gamma di campi non prettamente fisici, tra cui inferenza statistica, modelli grafici, neuroscienze, intelligenza artificiale, modelli epidemici, teoria delle code, prestazioni di reti di computer e teoria dei giochi, ad esempio nel caso di equilibrio a risposta discreta.

## Storia
L'idea è apparsa per la prima volta in fisica, nell'ambito della meccanica statistica, nei lavori di Pierre Curie del 1895 e Pierre Weiss del 1907, per descrivere le transizioni di fase. È stata utilizzata nell'approssimazione di Bragg-Williams, nei modelli sul reticolo di Bethe, nella teoria di Landau, nell'approssimazione di Pierre-Weiss, nella teoria delle soluzioni di Flory-Huggins  e nella teoria di Scheutjens-Fleer. .
Molto spesso, MFT fornisce un comodo punto di partenza per studiare le fluttuazioni di ordine superiore. Ad esempio, quando si calcola la funzione di partizione, lo studio della combinatoria dei termini di interazione nell'Hamiltoniana può a volte al massimo produrre risultati perturbativi o diagrammi di Feynman che correggono l'approssimazione del campo medio.

## Validità
In generale, la dimensionalità gioca un ruolo importante nel determinare se l'approccio di campo medio funzionerà per un certo problema. A volte c'è una dimensione critica, al di sopra della quale la teoria è valida e al di sotto della quale non lo è.
Quando il sistema è caratterizzato da molte interazioni di tipo casuale, esse tendono ad annullarsi vicendevolmente, quindi, procedendo in maniera euristica, possono essere sostituite da un'unica interazione efficace, pur mantenendo comunque un risultato significativo. Questo è ancor più vero nei casi di sistemi a molte dimensioni (gradi di libertà), quando entrano in gioco forze a lungo raggio o quando le particelle che costituiscono il sistema sono estese (ad esempio polimeri). Il criterio di applicabilità della teoria è dato dal cosiddetto criterio di Ginzburg che è l'espressione formale di come le fluttuazioni del sistema possano rendere più o meno valida l'approssimazione e spesso dipendente dal numero di dimensioni spaziali nel sistema stesso.

## Approccio formale (Hamiltoniano)
La base di partenza è la disuguaglianza di Bogoliubov, secondo cui l'energia libera di un sistema con hamiltoniana
{\displaystyle {\mathcal {H}}={\mathcal {H}}_{0}+\Delta {\mathcal {H}}}
ha il seguente limite superiore:
{\displaystyle F\leq F_{0}\ {\stackrel {\mathrm {def} }{=}}\ \langle {\mathcal {H}}\rangle _{0}-TS_{0},}
dove {\displaystyle S_{0}} è l'entropia, e {\displaystyle F} e {\displaystyle F_{0}} sono energie libere di Helmholtz. La media è presa dall'ensemble di equilibrio del sistema di riferimento con hamiltoniano {\displaystyle {\mathcal {H}}_{0}}. Nel caso particolare che l'Hamiltoniana di riferimento sia quella di un sistema non interagente e quindi si possa scrivere come
{\displaystyle {\mathcal {H}}_{0}=\sum _{i=1}^{N}h_{i}(\xi _{i}),}
dove {\displaystyle \xi _{i}} sono i gradi di libertà dei singoli componenti del nostro sistema statistico (atomi, spin e così via), si può considerare di affinare il limite superiore minimizzando il lato destro della disuguaglianza. Il sistema di riferimento minimizzato è quindi l'approssimazione "migliore" al sistema reale utilizzando gradi di libertà non correlati ed è noto come approssimazione del campo medio .
Nel caso più comune in cui l'Hamiltoniana finale contiene solo interazioni a coppie, cioè,
{\displaystyle {\mathcal {H}}=\sum _{(i,j)\in {\mathcal {P}}}V_{i,j}(\xi _{i},\xi _{j}),}
dove {\displaystyle {\mathcal {P}}} è l'insieme delle coppie che interagiscono, la procedura di minimizzazione può essere eseguita formalmente.
Si definisce {\displaystyle \operatorname {Tr} _{i}f(\xi _{i})} come somma generalizzata dell'osservabile {\displaystyle f} sui gradi di libertà della singola componente (somma per le variabili discrete, integrali per quelle continue). L'approssimazione dell'energia libera è data da
{\displaystyle {\begin{aligned}F_{0}&=\operatorname {Tr} _{1,2,\ldots ,N}{\mathcal {H}}(\xi _{1},\xi _{2},\ldots ,\xi _{N})P_{0}^{(N)}(\xi _{1},\xi _{2},\ldots ,\xi _{N})\\&+kT\,\operatorname {Tr} _{1,2,\ldots ,N}P_{0}^{(N)}(\xi _{1},\xi _{2},\ldots ,\xi _{N})\log P_{0}^{(N)}(\xi _{1},\xi _{2},\ldots ,\xi _{N}),\end{aligned}}}
dove {\displaystyle P_{0}^{(N)}(\xi _{1},\xi _{2},\dots ,\xi _{N})} è la probabilità di trovare il sistema di riferimento nello stato specificato dalle variabili {\displaystyle (\xi _{1},\xi _{2},\dots ,\xi _{N})} . Questa probabilità è data dal fattore di Boltzmann normalizzato
{\displaystyle {\begin{aligned}P_{0}^{(N)}(\xi _{1},\xi _{2},\ldots ,\xi _{N})&={\frac {1}{Z_{0}^{(N)}}}e^{-\beta {\mathcal {H}}_{0}(\xi _{1},\xi _{2},\ldots ,\xi _{N})}\\&=\prod _{i=1}^{N}{\frac {1}{Z_{0}}}e^{-\beta h_{i}(\xi _{i})}\ {\stackrel {\mathrm {def} }{=}}\ \prod _{i=1}^{N}P_{0}^{(i)}(\xi _{i}),\end{aligned}}}
dove {\displaystyle Z_{0}} è la funzione di partizione . Così
{\displaystyle {\begin{aligned}F_{0}&=\sum _{(i,j)\in {\mathcal {P}}}\operatorname {Tr} _{i,j}V_{i,j}(\xi _{i},\xi _{j})P_{0}^{(i)}(\xi _{i})P_{0}^{(j)}(\xi _{j})\\&+kT\sum _{i=1}^{N}\operatorname {Tr} _{i}P_{0}^{(i)}(\xi _{i})\log P_{0}^{(i)}(\xi _{i}).\end{aligned}}}
Per minimizzare, si prenda la derivata rispetto alle probabilità a un grado di libertà {\displaystyle P_{0}^{(i)}} utilizzando un moltiplicatore di Lagrange per garantire una corretta normalizzazione. Il risultato finale è l'insieme delle equazioni di autoconsistenza
{\displaystyle P_{0}^{(i)}(\xi _{i})={\frac {1}{Z_{0}}}e^{-\beta h_{i}^{MF}(\xi _{i})},\quad i=1,2,\ldots ,N,}
dove il campo medio è dato da
{\displaystyle h_{i}^{\text{MF}}(\xi _{i})=\sum _{\{j\mid (i,j)\in {\mathcal {P}}\}}\operatorname {Tr} _{j}V_{i,j}(\xi _{i},\xi _{j})P_{0}^{(j)}(\xi _{j}).}

## Applicazioni
La teoria del campo medio può essere applicata a numerosi sistemi fisici in modo da studiare fenomeni come le transizioni di fase.
Oppure, mediante la disuguaglianza di Bogoliubov sopra indicata, si può trovare la magnetizzazione in un modello di campo medio di un modello di Ising bidimensionale.
Allo stesso modo può essere utilizzata nei seguenti casi:
- Studiare la transizione a superconduttore. In questo caso, l'analogo della magnetizzazione è il gap superconduttore {\displaystyle \Delta } .
- Il campo molecolare di un cristallo liquido che emerge quando il campo laplaciano del direttore è diverso da zero.
- Per determinare l'impacchettamento ottimale della catena laterale degli amminoacidi nella previsione della struttura proteica.
- Determinare le proprietà elastiche di un materiale composito.

## Estensione ai campi medi dipendenti dal tempo
Nella teoria del campo medio, tale campo appare come una quantità scalare o vettoriale indipendente dal tempo e in un singolo sito. Tuttavia, esiste una variante della teoria chiamata teoria dinamica del campo medio (DMFT), in cui il campo diventa una quantità dipendente dal tempo. Ad esempio la DMFT può essere applicata al modello di Hubbard utilizzato per studiare la transizione da conduttore a isolante di Mott.